# 叶志彬
叶志彬（1972年7月12日—），是中国已退役的足球运动员，司职中场。现担任广东日之泉的助理教练。

## 职业生涯
叶志彬在广州青年队接受足球训练，1993年前往香港甲组足球联赛球队愉園，开始职业足球生涯。1994年，他回归广州二队（后来的广州松日）参加甲B联赛，1998年转会至同城球队广州太阳神。他曾经在当年5月10日甲A联赛和上海申花队的比赛，飞铲上海申花外援莫拉导致对方左胫骨粉碎性骨折。而早在1996年甲A联赛的第一场对深圳的比赛中，叶志彬将深圳前锋小将严屹的腿铲断，严屹从此再没有恢复，很快就退役了。广州太阳神在1998赛季降入甲B联赛，叶志彬随队在次级联赛征战数个赛季，并从2000年开始担任球队队长，2003年宣布退役。

## 教练生涯
退役后，叶志彬首先担任广州日之泉青年队教练。2007年至2010年起担任一线队助理教练。
2012年，叶志彬成为中甲联赛球队广东日之泉的助理教练。